# Шимани (Щиценський повіт)
Шимани (пол. Szymany, нім. Gross Schiemanen) — село в Польщі, у гміні Щитно Щиценського повіту Вармінсько-Мазурського воєводства.
Населення — 553 особи (2011).

## Демографія
Демографічна структура станом на 31 березня 2011 року:
|          | Загалом | Допрацездатний вік | Працездатний вік | Постпрацездатний вік |
| -------- | ------- | ------------------ | ---------------- | -------------------- |
| Чоловіки | 281     | 80                 | 183              | 18                   |
| Жінки    | 272     | 61                 | 169              | 42                   |
| Разом    | 553     | 141                | 352              | 60                   |